# Centilisation

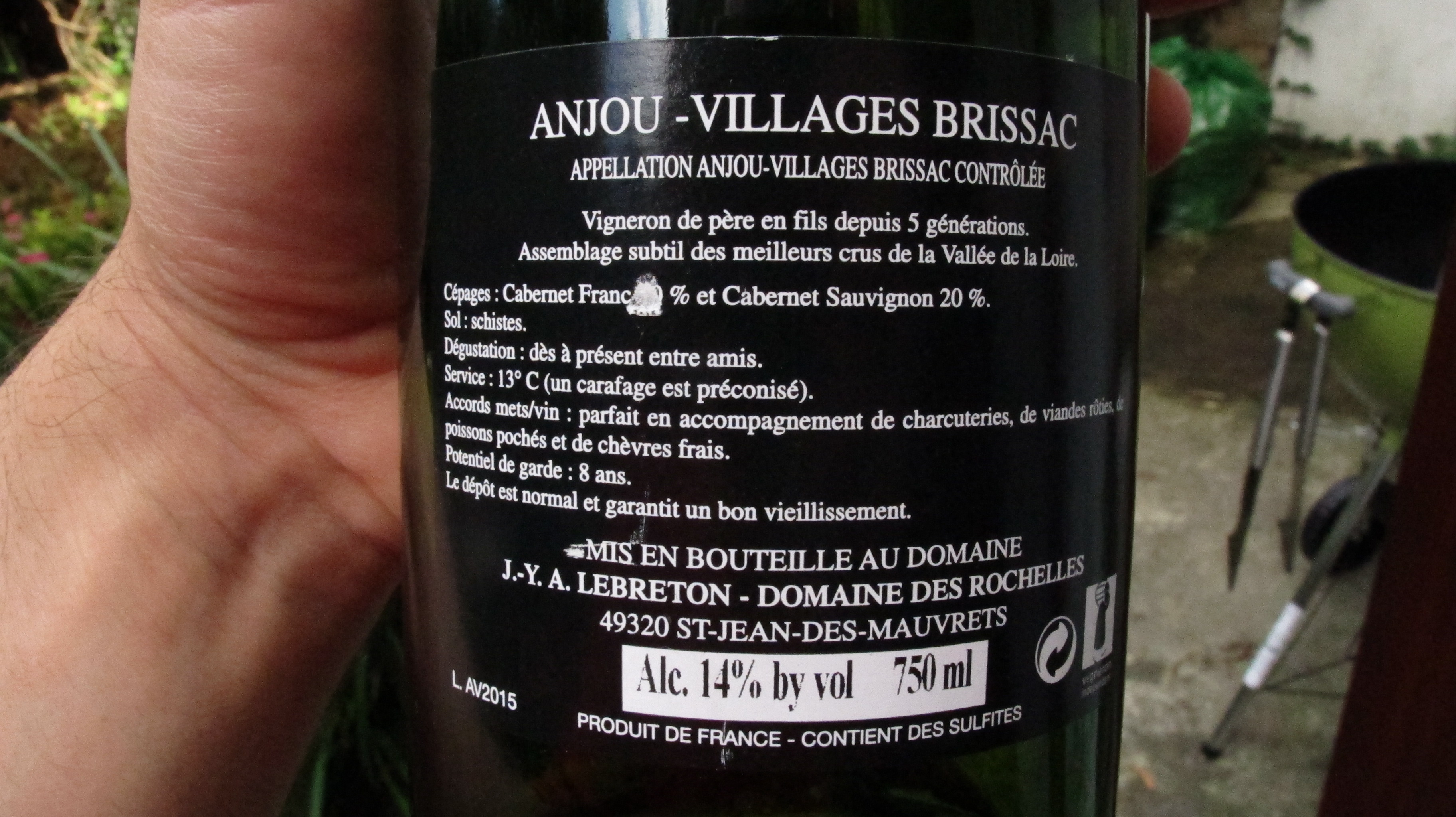
Centilisation sur la contre-étiquette d'une bouteille de vin.

La centilisation est une indication de volume d'une bouteille, qui précise la mesure d'un contenant en centilitre, en millilitre ou en litre,.
C'est une mention obligatoire sur l'étiquette ou contre-étiquette d'une bouteille de vin.

## Centilisations vinicoles courantes
- 35 cL ou 37,5 cL : demi-bouteille ou fillette
- 75 cL : bouteille
- 150 cL : magnum
- 3 L :  jéroboam, ou double-magnum (à Bordeaux)
- 5 L : jéroboam (à Bordeaux)
- 6 L : impériale (ou mathusalem en Champagne)
- 9 L : salmanazar
- 12 L : balthazar
- 15 L : nabuchodonosor
- 18 L : melchior ou salomon[3].